# Tolbiac (Métro Paris)

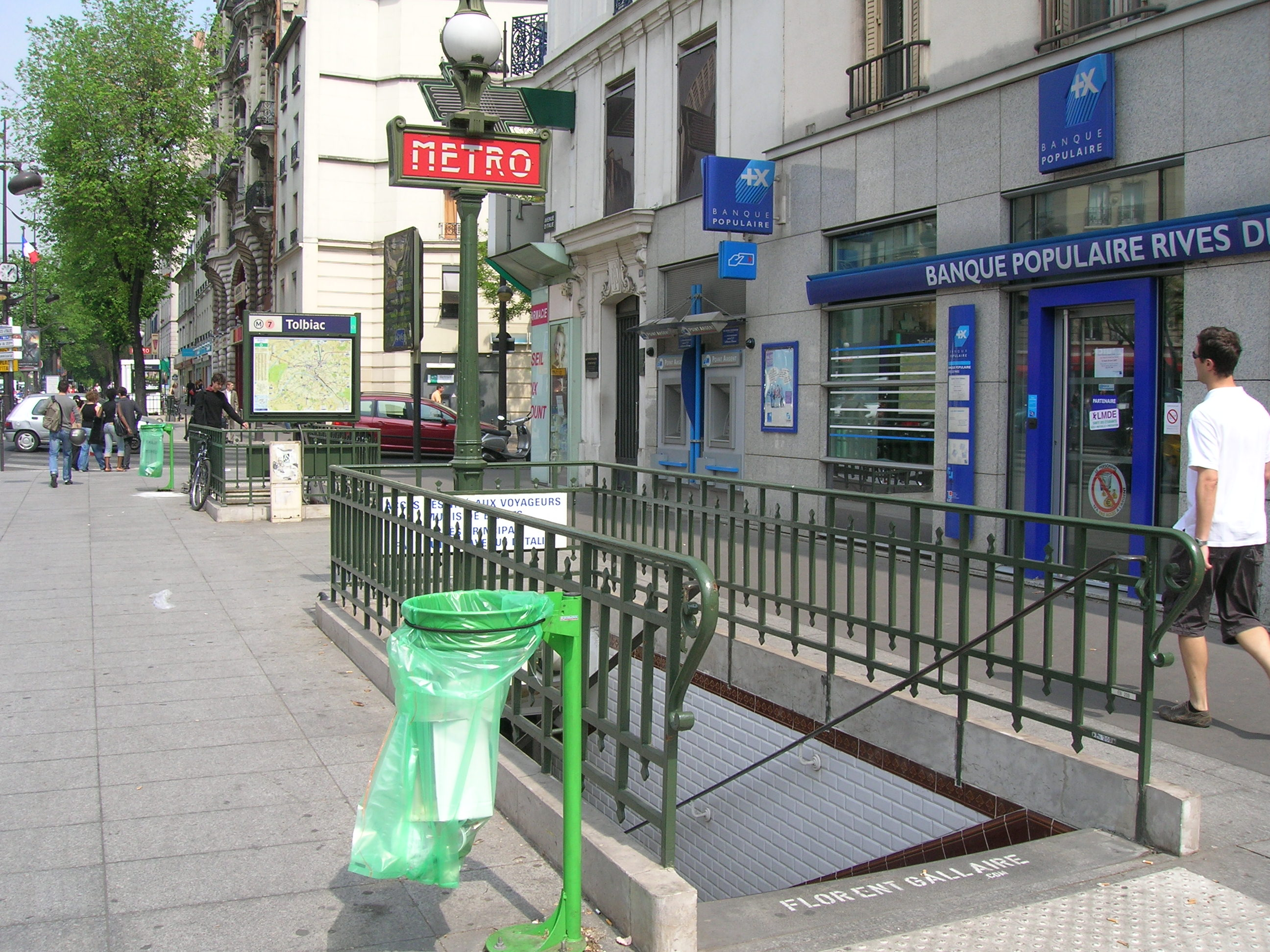
Zugang mit Art-déco-Kandelaber

Der U-Bahnhof Tolbiac [tɔlbjak] ist eine unterirdische Station der Linie 7 der Pariser Métro.

## Lage
Die Station befindet sich im Quartier de la Maison-Blanche des 13. Arrondissements von Paris. Sie liegt längs unter der Avenue d’Italie in Höhe der kreuzenden Rue de Tolbiac.

## Name
Die Station hat ihren Namen von der Rue de Tolbiac. Deren namengebender Ort Tolbiac ist nicht eindeutig identifizierbar. Vermutlich handelt es sich um Zülpich in der Nähe von Köln, wo in der Schlacht von Zülpich (fr: Bataille de Tolbiac) im Jahr 496 die Rheinfranken unter Sigibert von Köln mit der Hilfe der Salfranken unter Chlodwig I. die Alamannen besiegten. Während der Schlacht soll Chlodwig gelobt haben, im Fall eines Sieges zum Christentum zu konvertieren.

## Geschichte und Beschreibung
Die Station wurde am 7. März 1930 zunächst als Teil der Linie 10 in Betrieb genommen. Diese wurde damals von Place d’Italie bis zur Station Porte de Choisy verlängert. Am 26. April 1931 wurde der Abschnitt Place Monge – Porte de Choisy wie vorgesehen der Linie 7 zugeordnet, nachdem deren Unterquerung der Seine in Betrieb gegangen war.
Unter einem elliptischen, weiß gefliesten Deckengewölbe weist die Station Seitenbahnsteige an zwei parallelen Streckengleisen auf. Bereits beim Bau wurde sie mit der ungewöhnlichen Länge von 105 m, theoretisch ausreichend für Sieben-Wagen-Züge, angelegt.
Sechs Zugangstreppen liegen an der Kreuzung der Avenue d’Italie mit der Rue de Tolbiac. Drei davon sind durch je einen von Adolphe Dervaux im Stil des Art déco entworfenen Kandelaber mit dem Schriftzug METRO markiert.

## Fahrzeuge
Auf der Linie 7 verkehren konventionelle Fünf-Wagen-Züge der Baureihe MF 77. Zwischen 1971 und 1979 liefen dort Züge der Baureihe MF 67, davor solche der Bauart Sprague-Thomson.

## Umgebung
In der Nähe befindet sich das Quartier asiatique.